# Charly Pirot

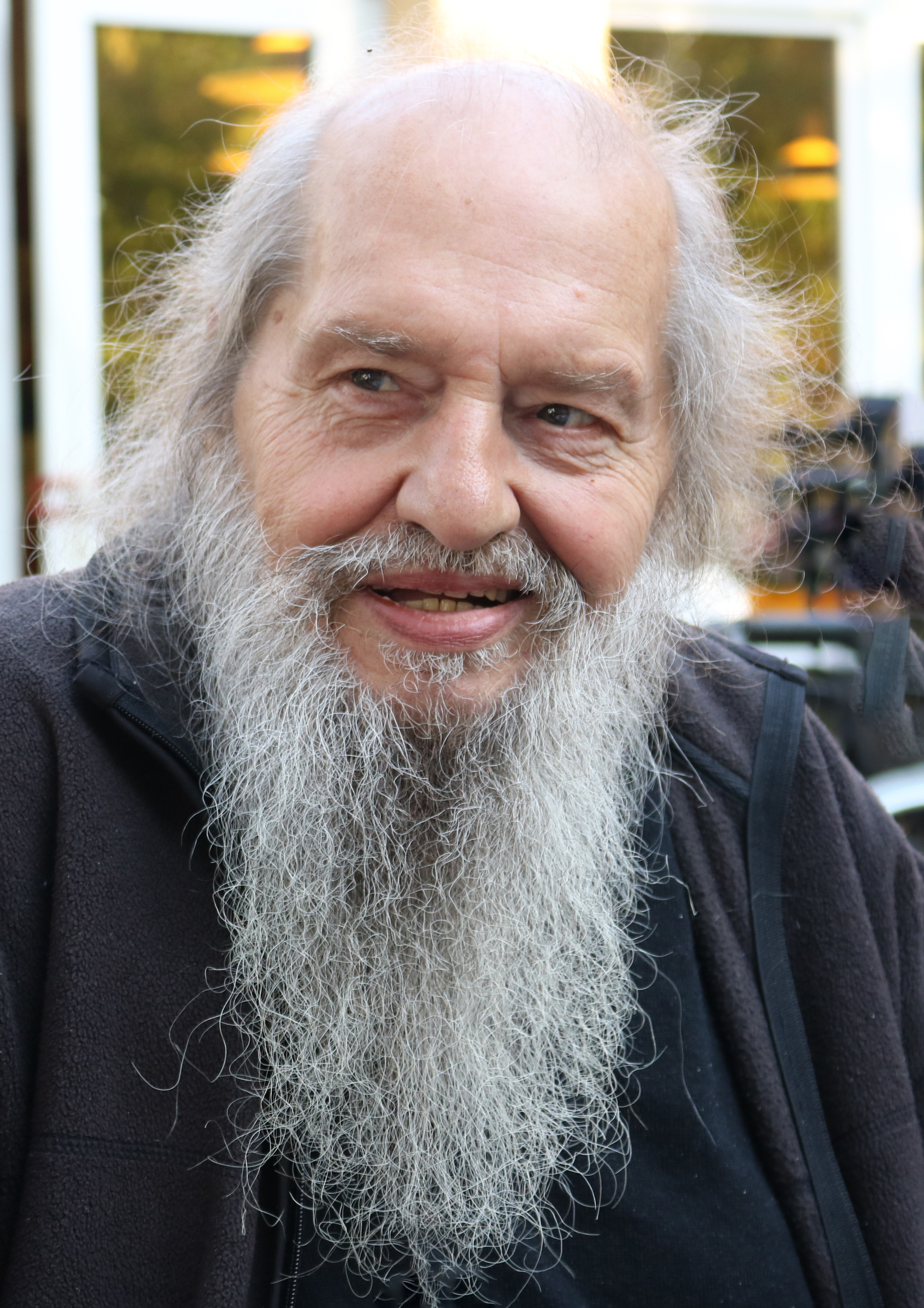
Charly Pirot, 2015

Wilhelm „Charly“ Pirot (* 22. September 1939 in Köln; † 15. Oktober 2015 ebenda) war ein deutscher Maler.

## Leben
Charly Pirot wurde am 22. September 1939 in Köln-Nippes geboren.
Ab 1979 war er als freier Kunstmaler in Köln tätig. Seinen Beinamen „der kölsche van Gogh“ bekam Charly Pirot von einer ehemaligen Chefsekretärin des Wochenspiegels verliehen. „Die Kraft seiner Farben hat sie an den Maler ohne Ohr erinnert.“
Um die Farben besser kennenzulernen, verbrachte er in einem Urlaub in Frankreich eine Woche lang in einer Burgruine und malte in dieser Zeit drei Bilder. Lange Zeit malte er vorzugsweise in der Natur, oft im Kölner Norden. Unterwegs war er dabei mit einem Mofa mit extra hierfür angefertigtem Anhänger, mit dem er Malutensilien und Proviant transportierte. Anlässlich des 120. Jubiläums des Kaufhofs Köln im Jahr 1993 stellte er seine Staffelei für ein paar Tage in dem Geschäft auf und ließ sich bei der Arbeit beobachten.
Von Charly Pirot existiert eine Stockpuppe im Hänneschen-Theater.

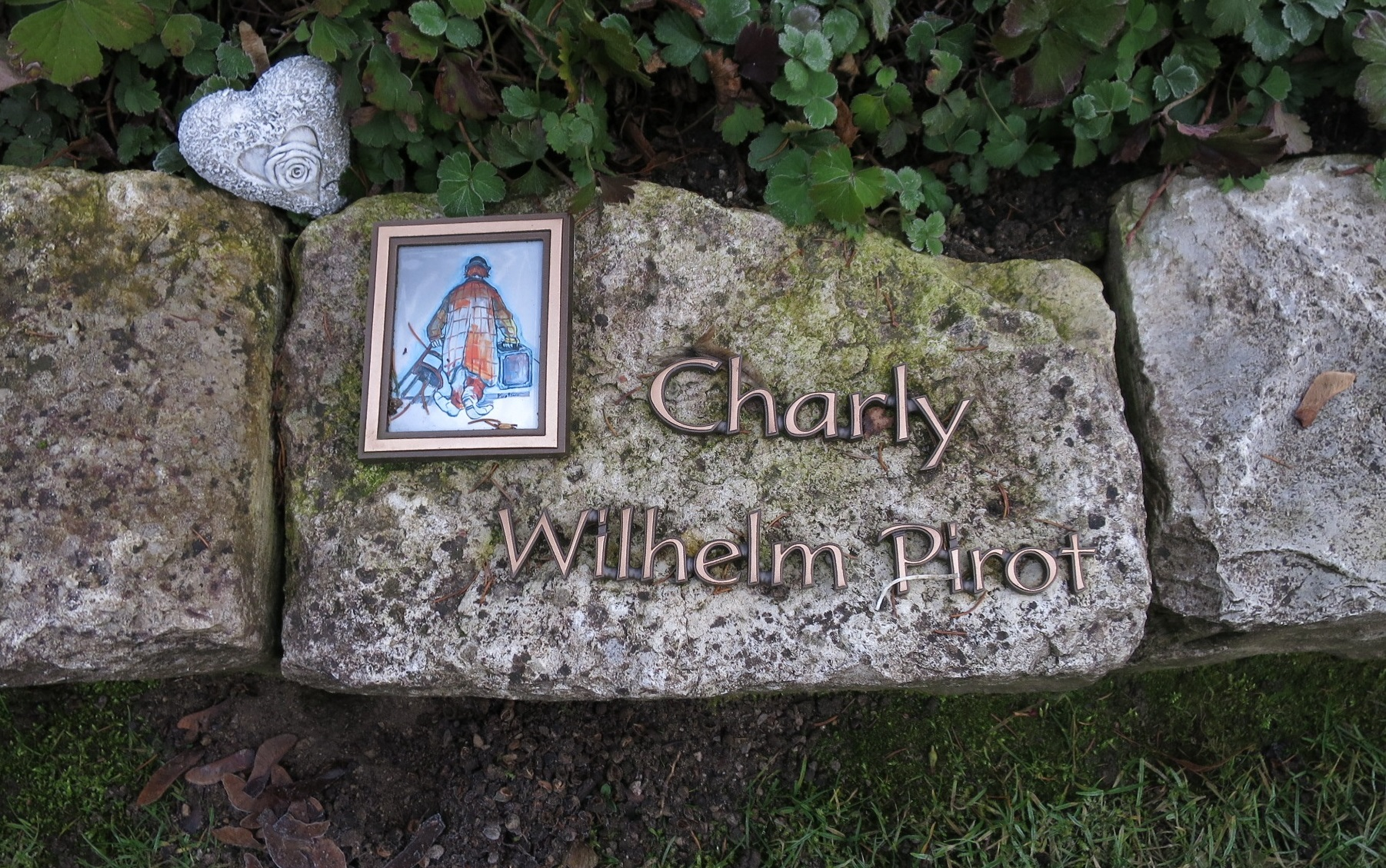
Grabstätte auf dem Friedhof Melaten

Von 2010 an malte Charly Pirot nach persönlichen Schicksalsschlägen nicht mehr: „Ich habe 2010 mein letztes Bild gemalt. Im Moment bringe ich nichts mehr auf die Leinwand. Vielleicht kommt es ja mal wieder.“
Charly Pirot wohnte zusammen mit seiner Ehefrau Ute Pirot seit 1986 in Köln-Riehl, dort zuletzt in den Sozial-Betrieben-Köln (SBK).
Seine Ehefrau verstarb am 17. März 2015. Charly Pirot starb nur wenige Monate später im Alter von 76 Jahren in Köln-Riehl, beigesetzt wurde er auf dem Friedhof Melaten (Flur 24 (W) Nr. UT38).

## Werk
Charly Pirot hat regelmäßig ca. 30–35 Bilder pro Jahr gemalt, sein erstes Bild im Alter von 25 Jahren, sein letztes Bild in Öl im Alter von 70 Jahren im Jahr 2010. Sein Werk umfasst ca. 1350 Bilder, bevorzugt in Öl auf Leinwand, sowie eine Vielzahl weiterer Zeichnungen und Skizzen in verschiedenen Techniken.
Sein bevorzugtes Thema waren Kölner Motive und Kölner wie z. B. Gerhard Jussenhoven. Ein weiteres bestimmendes Thema waren Clowns.
Charly Pirot hat auch Schallplattenhüllen für Künstler wie King Size Dick, die drei Colonias und die Bläck Fööss (LP/CD Em richtije Veedel …) entworfen. Darüber hinaus entwarf Charly Pirot Künstlerorden für den Kölner Karneval, unter anderem 1996 den Künstlerorden des Traditionskorps Altstädter Köln 1922 zu dem Motto der Session „Janz Kölle es e Poppespill“.
Im September 2015 begann Charly Pirot nach fünfjähriger Pause wieder, einige wenige Skizzen und Zeichnungen von sich selbst (Selbstporträt), Prominenten und Personen aus seinem Bekanntenkreis mit Bleistift auf Zeichenpapier, anzufertigen. Alle Arbeiten aus dieser letzten Schaffensperiode vor seinem Tod verschenkte er an Personen aus seinem täglichen Umfeld. Im Oktober 2015 fertigte Charly Pirot sein letztes farbiges Bild, ein Porträt eines Clowns mit Ölpastellen auf Zeichenpapier, an.

## Ausstellungen (Auszug)
- Petite Galerie 72, Köln, 1990
- Oberlandesgericht Köln, Köln, 2002[7]